# ネオコラ!東京環境会議
『ネオコラ！〜東京環境会議〜』（ネオコラとうきょうかんきょうかいぎ）は、フジテレビ系列で放送されたバラエティ特別番組である。

## 概要
音楽プロデューサーの小林武史が主催するイベント「AP BANG! 東京環境会議」から派生したバラエティ番組で、「環境と欲望」をキーワードに、音楽・コント・CGアニメなど、様々な要素を切って貼って混ぜ合わせた（コラージュした）新しいコンセプトのプログラム。環境に対するアイデアがユーモアに満ちた映像にコラージュされ、ショートムービーの中に様々な形でエコメッセージが昇華されている。

## スタッフ
- 総合プロデューサー：小林武史
- 総合演出：倉本美津留
- 企画・演出：丹下紘希、森本千絵、坪田譲治（フジテレビ）、鈴木修太（フジテレビ）
- プロデューサー：櫻井雄一、山岡信貴
- 制作会社：ソケット
- テーマ曲：BRADBERRY ORCHESTRA「手紙」
曲としては放映されたが、BRADBERRY ORCHESTRAの正式タイトルとしては公開されていない。BRADBERRY ORCHESTRAは2009年に小林と大沢伸一が関わるプロジェクトユニットとしてスタートしている[1]。第1回、第2回の各放送ではそれぞれ別のアーティストが歌っているが、参加アーティストは発表されていない（うち一方はSalyu & 一青窈）。原曲は小林のソロアルバム『WORKS I』収録のインスト曲「手紙」。「手紙」は『沿志奏逢3』収録の「奏逢 〜Bank Bandのテーマ～」 (Bank Band) にもアレンジされている。

## 放送日時
- 第1回：2008年10月12日 24:35 - 25:35
- 第2回：2009年1月4日 25:00 - 26:00

## 出演者
第1回
- 中川翔子（MC）
- 小泉今日子
- 中村獅童
- 佐藤江梨子
- 堀内敬子
- バナナマン
- いとうせいこう
- 岩松了
- 古田新太
- YOU
- 山西惇
- 塩谷瞬
- コンドルズ
- 谷端奏人
- 水沢エレナ
- 満島ひかり
- MEG
- すがぽん
- 山本良一[2]（工学博士）
- 茂木健一郎[2]（脳科学者）
- 小久保英一郎[2]（理論物理学者）
- 竹村真一[2]（文化人類学者）

第2回
- つるの剛士（MC）
- 小泉今日子
- 古田新太
- いとうせいこう
- YOU
- MEG
- 谷端奏人
- ダンテ・カーヴァー
- 温水洋一
- 小出由華
- きたろう
- 清水ミチコ
- 塩谷瞬
- 西川のりお
- 佐藤江梨子
- 岩松了
- Salyu
- 西岡徳馬
- 升毅
- コンドルズ
- バナナマン
- 堀内敬子
- すがぽん
- 田口トモロヲ
- 佐治晴夫[2]（宇宙物理学者）